# Едуар Жан Марі Стефан
Едуа́р Жан-Марі́ Стефа́н (фр. Jean Marie Edouard Stephan) (31 серпня 1837 — 31 грудня 1923) — французький астроном, першовідкривач декількох астрономічних об'єктів.

## Життєпис
Народився 31 серпня 1837 року. З 1867 до 1907 року був директором Обсерваторії в Марселі. 
Став першовідкривачем декількох астрономічних об'єктів, головним чином туманностей та галактик. Серед найвідоміших — Квінтет Стефана (HGC 092), що є групою з п'яти галактик. 
У 1873 році Стефан став першим, хто намагався виміряти кутовий діаметр зірки за допомогою інтерферометрії, перетворивши 80-см телескоп в обсерваторії в Марселі на інтерферометр. Він зробив це, затуливши рефлектор маскою з двома вертикальними щілинами. 
Його ім'ям названа комета 38P/Stephan-Oterma, хоча її першовідкривачем був Жером Коджа.